# موکلن
موکلن (به آلمانی: Mückeln) یک شهر در آلمان است که در فولکانایفل واقع شده‌است. موکلن ۲۲۸ نفر جمعیت دارد.